# 11163 Milešovka
11163 Milešovka là một tiểu hành tinh vành đai chính với chu kỳ quỹ đạo là 1941.3845318 ngày (5.32 năm).
Nó được phát hiện ngày 4 tháng 2 năm 1998.